# Filchneria mongolica
Filchneria mongolica is een steenvlieg uit de familie Perlodidae. De wetenschappelijke naam van de soort is voor het eerst geldig gepubliceerd in 1901 door Klapálek.